# NGC 5215B
NGC 5215B is een lensvormig sterrenstelsel in het sterrenbeeld Centaur. Het hemelobject werd op 3 juni 1836 ontdekt door de Britse astronoom John Herschel.

## Synoniemen
- ESO 383-29
- MCG -5-32-41
- VV 693
- PGC 47888
- PGC 47887